# 戈比恩德普尔
戈比恩德普尔（Gobindpur），是印度贾坎德邦丹巴德县的一个城镇。总人口8504（2001年）。

## 人口
该地2001年总人口8504人，其中男性4578人，女性3926人；0—6岁人口1278人，其中男680人，女598人；识字率64.79%，其中男性为73.33%，女性为54.84%。